# 주거공유
주거공유는 주택을 가족 이외의 사람과 공유하는 것을 말한다. 

## 노인주거공유
노인 홈셰어 매칭 프로그램은 살 곳을 구하는 개인과 나이 많은 임대인을 연결한다. 노인들은 그들의 집에 사적인 방을 제공하는 대신에 집안일 도움을 받거나 동거인에게 임대하거나 혹은 두 가지 모두 서비스 받을 수 있다. 주택 제공에 참가하는 노인은 자신의 집을 소유하거나 다른 누군가에게 빌려줄 수 있다. 매칭이 모든 이에게 적합하지는 않지만, 홈셰어링은 많은 노인들과 그들의 동거인의 요구를 만족시킨다. 자신 또는 부모의 홈셰어링을 고려하기 전에 참여자에게 홈세어링이 무엇을 제공하는지, 연결 프로그램은 어떠한지, 적절한 동거인을 찾을 기회는 어떻게 주어지는지를 확인해야 한다.

### 장점
홈셰어링은 모든 연령의 룸메이트에게 좋은 선택이 될 수 있지만, 독립을 준비하는 노인에게 이점이 있다. 대부분의 경우, 노인들이 요양 시설로 보내지는 것을 피하거나 미루기 위해 동거인을 가질 수 있다. 그러나 잠재적인 동거인은 간병인이 아니기 때문에 이 프로그램에 참여하길 바라는 집을 제공하는 노인의 건강 상태는 좋아야 한다.

### 임대 수입
추가적인 월 수입은 고정비가 바닥난 노인들을 도울 수 있다. 어떤 경우 임대는 임대인과 임차인 사이에 협상이 된다.

### 집안일 도움
요리, 세탁, 정원 관리, 기타 일상의 허드렛일에 도움이 필요한 임대인은 특정 몇 시간의 도움을 대신해 임대료를 낮추거나 무상 제공할 수 있다.

### 교통
더 이상 운전을 할 수 없는 노인들은 그들의 동거인에게 병원 진료, 식료품 구입 및 기타 이동이 필요한 장소로의 교통 수단을 제공하는 조력자의 역할을 요구할 수 있다.

### 안전
동거인은 넘어지거나 비상시에 빠르게 대처하지 못하는 노인들의 안전 조치를 제공한다. 

### 챔피언십
많은 노인들에게 매일 상호작용할 누군가는 그들이 받고 있는 임대 소득이나 서비스보다는 더 값지다.

### 마음의 평화
동거인은 노인들과 그들이 혼자 살고 있는 것, 좋아하는 것에 대해 걱정하는 그들의 가족, 친구들의 마음의 평화를 제공할 수 있다.

## 주거공유를 통해 얻는 이점
빌릴 방을 찾는 사람들이 주택 공유 프로그램에 참여하는 이유는 다양하다. 우선 프로그램에 참여하는 사람들로는 학생, 단시간 근로자, 최근 퇴직하여 일정한 수입으로 살아가는 사람 등이 있는데, 이런 사람들은 보통 시간은 많지만 돈이 부족하다. 다른 사람들은 가족 그리고 동거에서 오는 연대감과 안전의 가치로부터 멀게 살아간다.

### 합의 과정
동거 합의 과정은 이주 신청서의 참가자들을 데려오는 많은 과정들로 이루어져 있다. 이러한 과정들은 대개 다음을 포함한다 신청서, 주택 제공자와 주택을 구하는 사람은 프로그램 신청서를 제출한다. 인터뷰, 많은 프로그램은 주택 제공자와 주택을 구하는 사람에게 인터뷰하는 직원이 있다. 참가자들을 알아가는 것은 프로그램 스태프들이 좋은 매칭을 하는데 도움이 된다. 가정 방문. 매칭 과정을 시작하기 전 프로그램 스태프는 일반적으로 가정 방문을 한다.

### 참고 자료 체크
프로그램 스태프들은 아마 집 구하는 사람의 참고 자료를 체크하거나 집 제공자에게 그 자료를 보낼 것이다. 몇몇 프로그램들은 지문 체크를 제출토록 하기도 한다.